# Когомологія де Рама
Когомології де Рама — теорія когомологій, визначених за допомогою диференціальних форм на гладких многовидах. Завдяки відносній простоті обчислень широко застосовуються в алгебраїчній і диференціальній топології, а також диференціальній геометрії і математичному аналізі. Попри те, що вони визначаються за допомогою диференціальних структур на многовиді, згідно теореми де Рама когомології де Рама ізоморфні сингулярним когомологіям, які визначаються лише з урахуванням топологічної структури.

## Визначення

### Допоміжні визначення і позначення
Нехай M — гладкий многовид розмірності n. Позначимо {\displaystyle \Omega ^{k}(M)} — простір гладких диференціальних форм степеня k на многовиді M. В локальних координатах диференціальна форма {\displaystyle \omega \in \Omega ^{k}(M)} записується у вигляді
{\displaystyle \omega =\sum _{1\leqslant i_{1}<i_{2}<\ldots <i_{k}\leqslant n}f_{i_{1}i_{2}\ldots i_{k}}(x_{1},\ldots ,x_{n})\,dx_{i_{1}}\wedge dx_{i_{2}}\wedge \ldots \wedge dx_{i_{k}}}
де {\displaystyle f_{i_{1}i_{2}\ldots i_{k}}} — гладкі функції {\displaystyle dx_{i}} — диференціал {\displaystyle i}-ї координати {\displaystyle x_{i}}, а {\displaystyle \wedge } — зовнішній добуток.
Для k > n всі диференціальні форми рівні нулю. Для {\displaystyle 0\leqslant k\leqslant n} множина диференціальних форм є векторним простором розмірності {\displaystyle C_{n}^{k}.}
Для всіх {\displaystyle 0\leqslant k\leqslant n} природно визначається оператор {\displaystyle d:\Omega ^{k}(M)\rightarrow \Omega ^{k+1}(M)}, що називається зовнішньою похідною і в локальних координатах для {\displaystyle \omega \in \Omega ^{k}(M)} можна записати за допомогою формули:
{\displaystyle d\omega =\sum _{1\leqslant i_{1}<i_{2}<\ldots <i_{k}\leqslant n}\sum _{1\leqslant j\leqslant n}{\frac {\partial f_{i_{1}i_{2}\ldots i_{k}}}{\partial x^{j}}}(x_{1},\;\dots ,\;x_{n})\,dx_{j}\wedge dx_{i_{1}}\wedge dx_{i_{2}}\wedge \ldots \wedge dx_{i_{k}}.}
З запису в локальних координатах одразу отримується рівність {\displaystyle d(d\omega )=0} для всіх диференціальних форм або {\displaystyle d\circ d=0.}

### Комплекси і когомології де Рама
З використанням введених вище позначень можна розглянути комплекс де Рама — коланцюговий комплекс визначений як:
{\displaystyle 0\to \Omega ^{0}(M)\ {\stackrel {d}{\to }}\ \Omega ^{1}(M)\ {\stackrel {d}{\to }}\ \Omega ^{2}(M)\ {\stackrel {d}{\to }}\ \Omega ^{3}(M)\to \cdots .}
З того, що {\displaystyle d\circ d=0} випливає що {\displaystyle \mathrm {Im} d\subset \mathrm {Ker} d.}
Диференціальна форма {\displaystyle \omega \in \Omega ^{k}(M)} називається замкнутою, якщо {\displaystyle d\omega =0.} Простір замкнутих k-форм на многовиді M позначається {\displaystyle Z^{k}(M).}
Диференціальна форма {\displaystyle \omega \in \Omega ^{k}(M)} називається точною, якщо існує диференціальна форма {\displaystyle {\bar {\omega }}\in \Omega ^{k-1}(M),} така, що {\displaystyle \omega =d{\bar {\omega }}.} Простір точних k-форм на многовиді M позначається {\displaystyle B^{k}(M).}
Множини {\displaystyle Z^{k}(M)} і {\displaystyle B^{k}(M)} є дійсними векторними просторами і до того ж з включення {\displaystyle \mathrm {Im} d\subset \mathrm {Ker} d.} випливає, що простір точних форм є підпростором простору замкнутих форм.
Тому можна визначити фактор-простір
{\displaystyle H_{dR}^{k}(M)\ =\ Z^{k}(M)\,/\,B^{k}(M).}
{\displaystyle H_{dR}^{k}(M)} називається когомологічною групою де Рама порядку k.
Дві замкнуті форми {\displaystyle \omega _{1},\omega _{2}\in Z^{k}(M)} належать одному класу еквівалентності {\displaystyle [\omega ]\in H_{dR}^{k}(M)} тоді й лише тоді, коли їх різниця є точною диференціальною формою: {\displaystyle \omega _{1}-\omega _{2}\in B^{k}(M).}
Розмірність простору {\displaystyle H_{dR}^{k}(M)}, якщо вона є скінченною (це справедливо зокрема для когомологічних груп довільного порядку для компактних многовидів) називається k-м числом Бетті.

## Когомології де Рама для деяких просторів
Нижче подані значення когомологій де Рама для деяких простих і важливих многовидів.

### ЗначенняHdR0(M){\displaystyle H_{\mathrm {dR} }^{0}(M)}
Для довільного многовиду з n компонентами зв'язності справедливе твердження: 
{\displaystyle H_{\mathrm {dR} }^{0}(M)\cong \mathbf {R} ^{n}.}

### Евклідів простір
{\displaystyle H_{\mathrm {dR} }^{k}(\mathbb {R} ^{n})\simeq {\begin{cases}\mathbb {R} &k=0,\\0&k>0.\end{cases}}}

### n-сфера
Для n-сфери, Sn, а також для її добутку з гіперкубом, можна легко обчислити когомології де Рама. Нехай n > 0, m ? 0, і  I — відкритий інтервал дійсних чисел. Тоді
{\displaystyle H_{\mathrm {dR} }^{k}(S^{n}\times I^{m})\simeq {\begin{cases}\mathbb {R} &k=0,n,\\0&k\neq 0,n.\end{cases}}}

### n-тор
Для n > 0 когомології де Рама для n-тора рівні
{\displaystyle H_{\mathrm {dR} }^{k}(T^{n})\simeq \mathbb {R} ^{n \choose k}.}

### Проколотий евклідів простір
Проколотий евклідів простір — евклідів простір з видаленим початком координат.
{\displaystyle {\begin{aligned}\forall n\in \mathbb {N} ,H_{\mathrm {dR} }^{k}(\mathbb {R} ^{n}\setminus \{{\vec {0}}\})&\simeq {\begin{cases}\mathbb {R} &k=0,n-1\\0&k\neq 0,n-1\end{cases}}\\&\simeq H_{\mathrm {dR} }^{k}(S^{n-1})\end{aligned}}}

### Стрічка Мебіуса
Для стрічки Мебіуса:
{\displaystyle H_{\mathrm {dR} }^{k}(M)\simeq H_{\mathrm {dR} }^{k}(S^{1}).}

## Теорема де Рама

### Сингулярні когомології
Розглянемо тепер многовид M з гладкою триангуляцією, тобто гомеоморфізмом {\displaystyle h:[K]\to M,} де [K] — деякий симпліційний комплекс, так що для будь-якого симплекса {\displaystyle s\in [K]} для замикання симплекса [s] існує окіл U, що містить [s] і {\displaystyle h(U)\subset M} є гладким підмноговидом в M. Тоді M стає сингулярним комплексом і на ньому можна визначити коланцюговий комплекс (див. статтю Сингулярні гомології):
{\displaystyle 0\to C^{0}(M,\mathbb {R} ){\stackrel {\partial ^{*}}{\to }}\ C^{1}(M,\mathbb {R} )\ {\stackrel {\partial ^{*}}{\to }}\ C^{2}(M,\mathbb {R} )\ {\stackrel {\partial ^{*}}{\to }}\ C^{3}(M,\mathbb {R} )\to \cdots .}
Елементами {\displaystyle C^{k}(M,\mathbb {R} )} є лінійні функціонали на просторі формальних сум сингулярних симплексів розмірності k.
Як і для когомологій де Рама {\displaystyle \partial ^{*}\circ \partial ^{*}=0,} а тому можна аналогічно ввести простори {\displaystyle Z^{k}(M,\mathbb {R} ),\,B^{k}(M,\mathbb {R} )} і {\displaystyle H^{k}{s}(M,\mathbb {R} )\ =\ Z^{k}(M,\mathbb {R} )\,/\,B^{k}(M,\mathbb {R} ).}
Останні простори називаються сингулярними когомологіями. На відміну від когомологій де Рама, визначення яких здійснено за допомогою диференційовної структури на многовиді, визначення сингулярних когомологій — суто топологічне. Попри це ці когомології є ізоморфними.

### Ізоморфізм когомологій де Рама і сингулярних когомологій
Нехай маємо многовид M з гладкою триангуляцією і з визначеними як вище когомологіями де Рама і сингулярною. Введемо тепер лінійне відображення {\displaystyle \int :H_{dR}^{k}(M)\to H^{k}{s}(M,\mathbb {R} )} визначене для всіх гомологічних груп одного порядку. Для цього достатньо визначити гомоморфізми {\displaystyle \int :\Omega ^{k}(M)\to C^{k}(M,\mathbb {R} ),} що задовольняють рівності {\displaystyle \partial ^{*}\circ \int =\int \circ d.}
Дійсно тоді {\displaystyle \int (Z^{k}(M))\subset Z^{k}(M,\mathbb {R} )} і {\displaystyle \int (B^{k}(M))\subset B^{k}(M,\mathbb {R} ),} тож гомоморфізм {\displaystyle H_{dR}^{k}(M)\to H^{k}{s}(M,\mathbb {R} )} буде коректно визначений.
Для диференціальної форми {\displaystyle \omega \in \Omega ^{k}(M)} значенням {\displaystyle \int (\omega )} має бути лінійний функціонал на множині формальних сум орієнтовних сингулярних симплексів розмірності k. Зважаючи на властивості лінійності цей функціонал можна задати лише на базових орієнтовних сингулярних. З визначення триангуляції многовида кожен такий симплекс <s> є частиною деякого підмноговида в M. На цьому підмноговиді можна визначити звуження {\displaystyle \omega } і тоді прийняти:
{\displaystyle \int (\omega )<s>=\int _{s}\omega .}
Рівності {\displaystyle \partial ^{*}\circ \int =\int \circ d} при подібному визначенні є простими наслідками теореми Стокса.
Теорема де Рама стверджує, що відображення {\displaystyle \int :H_{dR}^{k}(M)\to H^{k}{s}(M,\mathbb {R} )} визначене вище є ізоморфізмом між гомологіями де Рама і сингулярними гомологіями для всіх k.

## Алгебраїчні многовиди

### Визначення
Аналогічно як у випадку гладкого многовида для кожного алгебраїчного многовида {\displaystyle X} над полем {\displaystyle k} можна визначити комплекс регулярних диференціальних форм.
Групами когомологій де Рама многовида {\displaystyle X} называються групи когомологій {\displaystyle H_{\mathrm {dR} }^{p}(X/k)}.

### Часткові випадки когомологій де Рама
- Якщо {\displaystyle X} є гладким і повним многовидом, а характеристика поля {\displaystyle \mathrm {char} \,k=0}, то когомології де Рама є когомологіями Вейля.
- Якщо многовид {\displaystyle X} є гладким афінним многовидом, а поле {\displaystyle k=\mathbb {C} }, то справедливим є аналог теореми де Рама:
{\displaystyle H_{\mathrm {dR} }^{p}(X/k)\cong H^{p}(X_{an},\;\mathbb {C} ),}

де {\displaystyle X_{an}} — комплексний аналітичний многовид, що відповідає многовиду {\displaystyle X}.
- Наприклад якщо {\displaystyle X} — доповнення до алгебраїчної гіперповерхні в {\displaystyle P^{n}(\mathbb {C} )}, то когомології {\displaystyle H^{p}(X,\;\mathbb {C} )} можна обрахувати за допомогою раціональних диференціальних форм на {\displaystyle P^{n}(\mathbb {C} )} с полюсами на цій гіперповерхні.

### Відносні когомології де Рама
Для будь-якого морфізму {\displaystyle f\colon X\to S} можна визначити так званий відносний комплекс де Рама
{\displaystyle \sum _{p\leqslant 0}\Gamma (\Omega _{X/S}^{p}),}
і відповідні відносні когомології де Рама {\displaystyle H_{\mathrm {dR} }^{p}(X/S)}.
У випадку якщо многовид {\displaystyle X} є спектром кільця {\displaystyle \mathrm {Spec} \,A}, а {\displaystyle S=\mathrm {Spec} \,B}, то відносний комплекс де Рама рівний {\displaystyle \Lambda \Omega _{A/B}^{1}}.
Когомології {\displaystyle {\mathcal {H}}_{\mathrm {dR} }^{p}(X/S)} комплексу пучків {\displaystyle \sum _{p\leqslant 0}f_{*}\Omega _{X/S}^{p}} на {\displaystyle S} називаються пучками відносних когомологій де Рама. Якщо {\displaystyle f} — власний морфізм, то ці пучки когерентні на {\displaystyle S}.